# Lestes tridens
Lestes tridens är en trollsländeart som beskrevs av Mclachlan 1895. Lestes tridens ingår i släktet Lestes och familjen glansflicksländor. IUCN kategoriserar arten globalt som livskraftig. Inga underarter finns listade i Catalogue of Life.